# Giselly Landázury
Giselly Andrea Landázury (* 8. August 1992) ist eine kolumbianische Leichtathletin, die sich auf den Dreisprung spezialisiert hat.

## Sportliche Laufbahn
Erste internationale Erfahrungen sammelte Giselly Landázury im Jahr 2009, als sie bei den Jugendweltmeisterschaften in Brixen mit einer Weite von 11,99 m in der Dreisprungqualifikation ausschied. Im Jahr darauf schied sie bei den Juniorenweltmeisterschaften im kanadischen Moncton mit 12,07 m ebenfalls in der Vorrunde aus und 2011 belegte sie bei den Südamerikameisterschaften in Buenos Aires mit 12,90 m den vierten Platz, ehe sie bei den Panamerikanischen-Juniorenmeisterschaften in Miramar mit 13,04 m die Goldmedaille gewann. Anschließend siegte sie mit 13,39 m bei den Juniorensüdamerikameisterschaften in Medellín und belegte mit 5,47 m den sechsten Platz im Weitsprung. 2012 gewann sie bei den Ibero-Amerikanischen Meisterschaften in Barquisimeto mit 13,28 m die Bronzemedaille hinter der Portugiesin Susana Costa und Gisele Lima aus Brasilien. Anschließend siegte sie bei den U23-Südamerikameisterschaften in São Paulo mit einer Weite von 13,31 m. 2013 gewann sie bei den Südamerikameisterschaften in Cartagena mit 13,71 m die Bronzemedaille hinter der Brasilianerin Keila Costa und ihrer Landsfrau Yosiris Urrutia. Zudem wurde sie mit 5,69 m Neunte im Weitsprung. Anschließend gewann sie bei den Juegos Bolivarianos in Trujillo mit 13,29 m die Bronzemedaille hinter Landsfrau Urrutia und der Peruanerin Silvana Segura. Im Jahr darauf nahm sie an den Südamerikaspielen in Santiago de Chile teil und belegte dort mit 12,83 m den fünften Platz im Dreisprung und erreichte mit 5,37 m Rang acht im Weitsprung.
2015 gewann sie mit 13,35 m erneut die Bronzemedaille bei den Südamerikameisterschaften in Lima, diesmal hinter der Venezolanerin Yulimar Rojas und Tânia da Silva aus Brasilien. Anschließend nahm sie an der Sommer-Universiade in Gwangju teil, schied dort aber mit 13,09 m in der Qualifikation aus. 2017 wurde sie mit 13,00 m Sechste bei den Südamerikameisterschaften in Luque und 2018 gewann sie bei den Südamerikaspielen in Cochabamba mit 13,46 m die Bronzemedaille hinter der Brasilianerin Núbia Soares und Silvana Segura aus Peru. 2021 klassierte sie sich bei den Südamerikameisterschaften in Guayaquil mit 12,82 m auf dem sechsten Platz.
In den Jahren 2013 und 2016 sowie 2017 und 2021 wurde Landázury kolumbianische Meisterin im Dreisprung.

## Persönliche Bestleistungen
- Weitsprung: 5,95 m (+1,4 m/s), 6. Mai 2011 in Bogotá
- Dreisprung: 13,97 m (+1,8 m/s), 25. Mai 2013 in Medellín